# Мидор, Джошуа
Джошуа Лоуренс «Джош» Мидор (англ. Joshua Lawrence 'Josh' Meador; 12 марта 1911, Гринвуд, Миссисипи — 24 августа 1965, Мендосино, Калифорния) — американский аниматор, аниматор эффектов, художник по спецэффектам и режиссёр анимации для студии Уолта Диснея.

## Ранняя жизнь
Джошуа Лоуренс Мидор родился 12 марта 1911 года в Гринвуде, штат Миссисипи. Когда ему было семь лет, его семья переехала из Гринвуда в Колумбус после того, как туда перевели его отца, работавшего на железной дороге В 1931 году он начал учиться в Чикагском институте искусств..
Там один из выпускников сказал Мидору, что едет в Калифорнию, чтобы дать интервью в Walt Disney Productions, и предложил ему поехать с ним. Сначала Мидор отказался, так как хотел заниматься коммерческим искусством, но его убедили пройти собеседование в Disney. После окончания учёбы в 1935 году он и его жена Либби переехали в Калифорнию, где Мидор работал в Disney Studios с 1936 года.

## Карьера
Вскоре после его нанятия в Disney, Джош Мидор возглавил их отдел анимационных эффектов, в котором в то время работало всего три сотрудника.
В 1937 году он анимировал сцену восхождения Злой Ведьмы на гору во время бури в мультфильме «Белоснежка и семь гномов». Его отдел, который к 1940 году вырос до 64 сотрудников, также анимировал классический мультфильм «Фантазия».
В следующие несколько лет он работал над многочисленными мультфильмами Disney, такими как «Бэмби» (1942) в качестве аниматора, «Сыграй мою музыку» (1946) в качестве режиссёра и «Золушка» (1950) в качестве аниматора эффектов.
В 1954 году он и его отдел отвечали за спецэффекты в художественном фильме «20 000 лье под водой», за который студия получила премию «Оскар» Мидор также создал анимационные эффекты для научно-фантастического фильма MGM 1956 года «Запретная планета», в первую очередь монстра, который атакует космический корабль.
В частном порядке Мидор назвал себя «прежде всего художником», нарисовав более 2000 холстов, импрессионистских пейзажей и морских пейзажей. В 1960 году он покинул Disney, чтобы иметь больше времени для живописи.

## Личная жизнь и смерть
Джош Мидор женился на своей возлюбленной детства Либби Элстон в 1935 году. 31 октября 1939 года у них родился сын Филипп, который также работал в Disney Studios в отделе спецэффектов.
В августе 1965 года у Мидора случился сердечный приступ, и он умер в своём доме в Каспаре, штат Калифорния Он был похоронен на кладбище Дружбы в Колумбусе, Миссисипи..

## Фильмография
| Год  | Фильм                             | Работа |
| ---- | --------------------------------- | --- |
| 1937 | Белоснежка и семь гномов          | Аниматор |
| 1940 | Пиноккио                          | Аниматор |
| 1940 | Фантазия                          | Аниматор – Сегмент «Токката и фуга ре минор» / Руководитель анимации – Сегмент «Весна священная» / Художник по анимационным спецэффектам – Сегмент «Ночь на Лысой горе/Ave Maria» |
| 1941 | Несговорчивый дракон              | Художник по спецэффектам |
| 1941 | Дамбо                             | Аниматор |
| 1942 | Бэмби                             | Аниматор |
| 1943 | Салют, друзья!                    | Аниматор |
| 1943 | Победа через мощь в воздухе       | Аниматор |
| 1945 | Смотрящий на часы                 | Аниматор |
| 1945 | Три кабальеро                     | Аниматор спецэффектов |
| 1945 | Преступление Дональда             | Аниматор |
| 1945 | Старая секвойя                    | Аниматор |
| 1946 | Сыграй мою музыку                 | Режиссёр |
| 1946 | Песня Юга                         | Аниматор эффектов |
| 1948 | Время мелодий                     | Аниматор эффектов |
| 1948 | Супчик на плите                   | Аниматор |
| 1949 | Так дорого моему сердцу           | Аниматор эффектов |
| 1950 | Супчик на плите                   | Аниматор эффектов |
| 1950 | Золушка                           | Аниматор эффектов |
| 1951 | Алиса в Стране чудес              | Аниматор эффектов |
| 1951 | Пол-акра природы                  | Художник по анимационным эффектам |
| 1952 | Водоплавающие                     | Художник по анимационным эффектам |
| 1953 | Страна медведей                   | Художник по анимационным эффектам |
| 1953 | Питер Пэн                         | Аниматор эффектов |
| 1953 | Аляскинский эскимос               | Аниматор |
| 1953 | Prowlers of the Everglades        | Художник по анимационным эффектам |
| 1953 | Живая пустыня                     | Художник по анимационным эффектам |
| 1954 | Исчезающая прерия                 | Художник по анимационным эффектам |
| 1954 | 20 000 лье под водой              | Художник по спецэффектам |
| 1955 | Дэви Крокетт, король диких земель | Специальная арт-работа |
| 1955 | Африканский лев                   | Художник по анимационным эффектам |
| 1955 | Люди против Арктики               | Художник по анимационным эффектам |
| 1956 | Запретная планета                 | Художник по спецэффектам |
| 1956 | Секреты жизни                     | Художник по анимационным эффектам |
| 1957 | Перри                             | Художник по спецэффектам |
| 1958 | Белая пустошь                     | Художник по анимационным эффектам |
| 1959 | Спящая красавица                  | Аниматор эффектов |
| 1959 | Nature's Strangest Creatures      | Художник по анимационным эффектам |
| 1959 | Дональд в «Матемагии»             | Режиссёр сцен |
| 1959 | Дарби О'Гилл и маленький народ    | Художник по анимационным эффектам |
| 1959 | Загадки глубины                   | Художник по анимационным эффектам |
| 1960 | Острова моря                      | Художник по анимационным эффектам |
| 1960 | Дикая кошка джунглей              | Художник по анимационным эффектам |
| 1961 | Отмороженный профессор            | Художник по спецэффектам |
| 1961 | Дональд и колесо                  | Аниматор эффектов |
| 1961 | Малыши в стране игрушек           | Художник по анимационным эффектам |
| 1964 | The Restless Sea                  | Аниматор |
| 1980 | Mickey Mouse Disco                | Аниматор |
| 2002 | Дом злодеев. Мышиный дом          | Аниматор – Сегмент «Дональд Дак и горилла» |

## Заметки
1. 1 2 3 4 5 6 7 8 9  короткометражный фильм
2. 1 2 3 4 5 6 7 8  документальный фильм
3. 1 2 3 4 5 6 7 8 9  документальный и короткометражный фильм